# Островная Италия

Островная Италия на карте страны

Островная Италия (итал. Italia insulare, Isole) — макрорегион Италии, одна из пяти официальных групп регионов Национального института статистики Италии (ISTAT). Евростат, статистическая служба Европейского Союза, присвоил этой территориальной единице NUTS первый уровень. Кроме того, она является одним из округов Европейского парламента.

## Состав
Островная Италия объединяет два из двадцати регионов страны:
| Регион   | Столица | км²    | Население |
| -------- | ------- | ------ | --------- |
| Сардиния | Кальяри | 24 090 | 1 641 082 |
| Сицилия  | Палермо | 25 708 | 4 995 543 |

Оба острова окружены несколькими «дочерними» архипелагами и островками. Совокупная площадь этой группы регионов — 49 801 км², это примерно 1/6 часть всей Италии. Население (конец 2013 года) — 6 758 796 человек. Наибольший по населению город — Палермо (678,4 тыс. человек).

## Особенности
Исторически, оба острова до своего вхождения в единое итальянское государство много веков находились под чужеземной властью французских, испанских и, позднее, австрийских монархов, что заметно сказывалось на их экономическом развитии: собираемые здесь налоги уходили на внешнеполитические авантюры. Это не могло не вызывать недовольства островитян, они поднимали восстания (см., например, Сицилийская вечерня).
Проблема диспропорционального развития этого макрорегиона Италии по сравнению с северными частями страны остаётся по-прежнему актуальной и сегодня: на островах ниже уровень урбанизации, индустриализации, экономико-социального развития. Многие расходы (электроэнергия, транспорт) из-за отдалённости Островной Италии от континента заметно, на 15—20 %, выше. Высока и безработица — 9—12 %. 